# Piango in discoteca
Piango in discoteca è un singolo della cantante italiana Mara Sattei, pubblicato il 21 luglio 2023.

## Descrizione
Il brano, scritto dalla stessa cantante, è prodotto da Takagi & Ketra. Racconta una storia d'amore finita e nel tentativo di divertirsi in un club, ma si finisce per piangere per una persona vicina.

## Video musicale
Il video musicale, diretto da Davide Vicari, è stato pubblicato in concomitanza all'uscita del brano attraverso il canale YouTube della cantante.

## Tracce
Testi di Sara Mattei, musiche di Alessandro Merli e Fabio Clemente.
1. Piango in discoteca – 3:19

## Classifiche
| Classifica (2023) | Posizione massima |
| ----------------- | ----------------- |
| Italia            | 94                |